# Anton Drioli
Anton Drioli (* 13. August 1943 in Salzburg als Anton Engelsberger; † 27. Juli 2020 ebenda) war ein österreichisch-italienischer Grafiker und Maler.

## Leben
Anton Drioli wurde am 13. August 1943 als uneheliches Kind des Italieners Mario Drioli und der österreichischen Malerin, Collagistin und Grafikerin Trude Engelsberger-Drioli geboren. Am 30. August 1947 heirateten seine Eltern in Salzburg. Gemäß Beschluss des Bezirksgerichts Salzburg vom 5. September 1947 wurde das Kind Anton Engelsberger durch Eheschließung legitimiert und führte fortan den Namen Anton Drioli. Seine Schwester ist die Künstlerin Monika Drioli.
Ab 1968 war er in der Lithographie-Werkstätte im Traklhaus mit Slavi Soucek und Werner Otte tätig und trug als deren späterer Leiter zu dem guten Ruf dieser Graphischen Versuchswerkstätte bei. 1976 arbeitete er für ein Jahr bei Franco Cioppi in Rom. 1989, 1990 und 1992 leitete er mit Konrad Winter den Workshop Graphik der Internationalen Sommerakademie für Bildende Kunst in Salzburg, bei dem alle druckgraphischen Techniken erprobt werden konnten. 1995 war er in der Internationalen Sommerakademie in der Radierklasse von Jan Voss tätig.
1990 wurde er Mitglied in der Künstlergruppe „ODD“.
Aufenthalte an einer amerikanischen Lithographiwerkstätte in New York waren anregend für die Entwicklung seiner Collagentechnik. 1998 lebte er für drei Monate in Krakau und begann mit Arbeiten auf Leinwänden. Es folgten Aufenthalte in Berlin (2001), Istanbul (2005) und New York. Seit 2010 beschäftigte er sich auch mit Skulpturen.

## Werk
Er produziert großformatige, auf Holz collagierte und an Pop Art oder Werbung an amerikanischen Highways erinnernde Lithographien mit einfachen gegenständlichen Motiven. Im Unterschied zur Pop Art verbindet er seine Arbeiten mit intellektuellem Anspruch, etwa wenn er historische Fundstücke, wie eine Hand von Giotto, einfügt. Ein Beispiel dafür war die Ausstellung „Untergrund und Oberfläche“ in der Galerie Seywald und die Farblithographie „Mein New York“.
Er arbeitet ebenso an Kalligraphien in Mischtechnik, die an fernöstliche Schriftzeichen erinnern. Auch baugebundene Arbeiten, u. a. für das Schulzentrum Zell am See stammen von ihm.
1990 erhielt er den Slavi-Soucek-Preis für Grafik des Landes Salzburg. 1997 wurde er mit seinem Werk „Hellbrunn“ mit dem Preis der Stadt Krakau ausgezeichnet. Er wird als einer der führenden Lithographen (Solnhofer Schieferstein) Europas bezeichnet.

## Ausstellungen
- Kunst im Traklhaus, Salzburg 2019[8]
- Werkstatt Künstlerische Lithographie, „QUADRATISCH SCHWARZ WEISS“, Berlin 2007[9]
- Kunsthaus Raskolnikow, Dresden 2005[10]
- Internationales Graphik-Triennale, Krakau 1997
- Deutschvilla, Strobl 2004, „Raumillusionen“[11]
- „Hund“, 1Blick. Kunst im Vorhaus Hallein 1999
- Galerie Seywald, Ausstellung „Untergrund und Oberfläche“, Salzburg 1994[12]
- Galerie Seywald, Ausstellung „Wall Street“, Salzburg 1995.
- Galerie der Stadt Salzburg, Salzburg 1992.[13]
- Galerie Slavi, Grödig 1990[14]
- Künstlerhaus Salzburg, Gruppenausstellung „Werner Otte und Freunde aus seinem Kreis: Anton Drioli, Gottfried Goiginger, Martin Rasp, Christian Seethaler, Ingo Springenschmid, Konrad Winter“, Salzburg 1988.[15]